# Harris, Minnesota
Harris är en ort i Chisago County i delstaten Minnesota, USA.